# Ralph Hammeras
Ralph Hammeras (* 24. März 1894 in Minneapolis, Minnesota; † 3. Februar 1970 in Los Angeles, Kalifornien) war ein US-amerikanischer Filmtechniker, Kameramann und Szenenbildner, der drei Mal für einen Oscar nominiert war.

## Leben
Hammeras begann Mitte der 1920er Jahre als Filmtechniker und Szenenbildner und war an der Herstellung zahlreicher Stumm- und Tonfilme beteiligt.
Sein Debüt hatte er 1925 mit dem Fantasyfilm Die verlorene Welt (1925) von Harry O. Hoyt und  Willis O’Brien beigeordneter technischer Direktor und Forschungsmitarbeiter. Danach war er 1927 Kameramann in Die Welt in Flammen (1927) von Alfred Santell sowie Verantwortlicher für die technischen Effekte in Das Liebesleben der schönen Helena (1927) von Alexander Korda. In dem Film Die ungekrönte Königin (1929) von Frank Lloyd war er beigeordneter Kammermann sowie Verantwortlicher für mechanische Effekte in Sky Hawk (1929) von John G. Blystone.
Bei der ersten Oscarverleihung 1929 war er für seine Gesamtleistung für den nur in dem Jahr verliehenen Oscar für besten technischen Effekte (Best Engineering Effects) nominiert. Der Preis ging allerdings an Roy Pomeroy.
Für das Szenenbild in Just Imagine (1930) war er zusammen mit Stephen Goosson bei der Oscarverleihung 1931 für den Oscar in der Kategorie bestes Szenenbild nominiert.
Danach war er wieder zuständig für die Spezialeffekte in Body and Soul (1931) von Alfred Santell sowie A Connecticut Yankee (1931) von David Butler, Das Schiff des Satans (1935) von Harry Lachman, Chicago (1938) von Henry King, Vier Mann – Ein Schwur (1938) von John Ford, Suez (1938) von Allan Dwan und Der große Diktator (1940) von Charles Chaplin.
Nach einer Arbeit als Kameramann in dem Kurzfilm Always on the Bench (1941) von Roy Mack war er in den Filmen Weißer Oleander (1946) von Joseph L. Mankiewicz sowie Anna und der König von Siam (1946) von John Cromwell sowohl für die Spezialeffekte als auch für die Miniaturen verantwortlich.
Für den 1948 von Henry King inszenierten Film Deep Waters wurde er bei der Oscarverleihung 1949 wieder für einen Oscar nominiert und zwar diesmal zusammen mit Fred Sersen, Edward Snyder und Roger Heman senior in der Kategorie beste visuelle Effekte, wobei er aber auch diesmal keinen Oscar erhielt.
In der war er zumeist als Filmtechniker für technische und visuelle Effekte tätig und wirkte zuletzt bei den Filmen 20.000 Meilen unter dem Meer (1954) von Richard Fleischer, The Black Scorpion (1957) von Edward Ludwig, Angriff der Riesenkralle (1957) von Fred F. Sears und Cleopatra (1963). Seine letzte Arbeit als Kameramann hatte er in My Dog, Buddy (1960) von Ray Kellogg.